# Maria Isabel da Áustria (1680-1741)
Maria Isabel da Áustria (Linz, 13 de dezembro de 1680 - Morlanwelz, 26 de agosto de 1741), foi a governadora dos Países Baixos entre 1725 e 1741.

## Biografia
Maria Isabel era filha do imperador Leopoldo I do Sacro Império Romano-Germânico e Leonor Madalena de Neuburgo. Ela é bem educada e fluente em latim, alemão, francês e italiano. Ela nunca se casou.

### Governadora dos Países Baixos
Em 1725, ela foi nomeada sucessora do príncipe Eugênio de Saboia como governadora regente dos Países Baixos por seu irmão, Carlos VI.
Maria Isabel foi descrita como uma administradora forte e um regente popular. Sua política independente, no entanto, nem sempre foi apreciada em Viena. 
Ela dispunha de meios financeiros suficientes para defender uma corte elaborada que estimulava a cultura e a música. Entre outros, ela patrocinou Jean-Joseph Fiocco, seu Mestre de capela que lhe dedicou vários oratórios entre 1726 e 1738.
O arquiteto Jean-Andre Anneessens projetou o palácio Mariemont para ela, onde ela passava o verão.

### Morte
Ela morreu inesperadamente em Morlanwelz, em 26 de agosto, tendo sido exibida em um desfile público em Bruxelas, em 29 de agosto. Quando ela morreu, aos 60 anos, foi enterrada em Bruxelas, mas, seu corpo foi levado para Viena em 1749, onde está agora na Cripta Imperial ao lado de seu irmão Carlos.